# فورکان آندیچ
فورکان آندیچ (به ترکی Furkan Andiç) (زاده ۴ آوریل ۱۹۹۰در استانبول) بازیگر و مدل اهل ترکیه است.

## زندگی‌نامه و تحصیلات
فورکان از پدری اهل ترابزون و مادری بوسنیایی متولد شده‌ است. او پسر وسطی سه فرزند والدینش است و دارای دو برادر دیگر به نام‌های بوراک آندیچ و باران آندیچ است. فورکان یکی از بازیکنان حرفه‌ای بسکتبال نیز به حساب می‌آ ید او یازده سال به صورت حرفه‌ای این ورزش را دنبال کرده است. او تحصیلات ابتدایی و متوسطه اش را در آتاشهیر استانبول گذراند و بعد از فارغ التحصیل شدن در سال 2007 در دانشکده پلی تکنیک شهر کی یف اوکراین در رشته اقتصاد ادامه تحصیل داد که با بازگشت به استانبول آن را رها کرد و سپس وارد دانشگاه بیلگی شد و در رشته برنامه نویسی رادیو و تلویزیون تحصیل کرد تا با بورسیه ورزشی که به او تعلق یافت توانست وارد دانشگاه یدی تپه شود و در نهایت در رشته ارتباطات فارغ التحصیل شد.  

## حرفه
فورکان اولین کار خود در عرصهٔ بازیگری را با سریال دفتر خاطرات دانشگاه آغاز کرد. او با این سریال و سریال‌های عروس‌های فراری، غنچه‌های زخمی، انتقام شیرین، مریم، همه جا تو، به شهرت زیادی دست پیدا کرد.

## جوایز
فورکان در سال ۲۰۱۶ به همراه لیلا لیدیا توغوتلو برای بازی در سریال انتقام شیرین(زوج سینان و پلین)و در سال ۲۰۱۹ به همراه آیبوکه پوسات برای بازی در سریال همه جا تو(زوج دمیر و سلین)جایز پروانه طلایی بهترین زوج سریالی را دریافت کرد.

## فیلم شناسی
| مجموعه تلویزیونی | مجموعه تلویزیونی              | مجموعه تلویزیونی | مجموعه تلویزیونی |
| سال              | عنوان                         | نقش              | یادداشت          |
| ---------------- | ----------------------------- | ---------------- | ---------------- |
| ۲۰۱۱             | دفتر خاطرات دانشگاه           | مرت              | نقش اصلی         |
| ۲۰۱۱             | زنان ناامید خانه‌دار           | لونت             | نقش مکمل         |
| ۲۰۱۲             | اسمش رافریحا گذاشتم(راه امیر) | سلیم             | نقش مکمل         |
| ۲۰۱۳             | فراری از باران                | هارون            | نقش مکمل         |
| ۲۰۱۳             | عشق،نان و رؤیاها              | آلتان            | نقش مکمل         |
| ۲۰۱۴-۲۰۱۵        | عروس‌های فراری                 | سلیم اینان       | نقش اصلی         |
| ۲۰۱۵-۲۰۱۶        | غنچه‌های زخمی                  | گوکان تورالی     | نقش مکمل         |
| ۲۰۱۶             | انتقام شیرین                  | سینان ییلماز     | نقش اصلی         |
| ۲۰۱۷-۲۰۱۸        | مریم                          | ساواش سارگون     | نقش اصلی         |
| ۲۰۱۹             | خواهرزاده‌ها                   | ولکان دمیر       | نقش اصلی         |
| ۲۰۱۹             | همه جا تو                     | دمیر ارندیل      | نقش اصلی         |
| ۲۰۲۰             | عشق زیر شیروانی               | آتش آوجی         | نقش اصلی         |
| ۲۰۲۲             | تخته سیاه                     | اطلس کاندمیر     | نقش اصلی         |
| ۲۰۲۳-۲۰۲۴        | ستاره ها از من دورند          | کادیر اردم       | نقش اصلی         |

| سینما | سینما            | سینما       | سینما    |
| سال   | عنوان            | نقش         | یادداشت  |
| ----- | ---------------- | ----------- | -------- |
| ۲۰۱۷  | کت و شلوار داماد | عمرساریکایا | نقش اصلی |
| ۲۰۲۴  | جادوگر           | ناشیت نفی   | نقش اصلی |
| ۲۰۲۴  | derûn            | ایلیا/آتش   | نقش اصلی |

| اینترنت | اینترنت     | اینترنت         | اینترنت |          |
| سال     | پلتفرم      | عنوان           | نقش     | یادداشت  |
| ------- | ----------- | --------------- | ------- | -------- |
| ۲۰۲۳    | bluTV       | صحرا            | پایدار  | نقش اصلی |
| ۲۰۲۴    | prime video | عشق در ۳۹ درجه  | فاتح    | نقش اصلی |
| به زودی | Disney plus | پرا             | آدم     | نقش اصلی |
|         |             | فیلم کوتاه      |         |          |
| سال     |             | عنوان           |         | یادداشت  |
| ۲۰۱۲    |             | داستان یک کلوچه |         | نقش اصلی |